# Tremblay-en-France
Tremblay-en-France è un comune francese di 35 273 abitanti situato nel dipartimento della Senna-Saint-Denis nella regione dell'Île-de-France.

## Società

### Evoluzione demografica
Abitanti censiti

## Amministrazione

### Gemellaggi
- Marsciano
- Orosei